# Знамениты, потому что знамениты
Знамениты, потому что знамениты («Famous for being famous») — термин, употребляемый в отношении «звёзд», завоевавших популярность не благодаря своим заслугам, навыкам или талантам, а самим фактом появления в популярных продуктах средств массовой информации (см. пиар).

## Происхождение термина
Термин принадлежит социальному историку и культурологу Дэниелу Бурстину, впервые появившись на страницах его работы «Имидж» (The Image: A Guide to Pseudo-events in America, 1961), где анализируется мир, в котором господствуют медиа. В этой работе Бурстин дает определение знаменитости как «человека, известного тем, что он известен» («a person who is known for his well-knownness»). Он утверждает, что графическая революция в журналистике и появление новых форм коммуникации разделили определения славы и величия, и этот разрыв свёл понятие славы к простой известности. Так, оригинальная цитата культуролога видоизменилась в «селебрити — это люди, знаменитые тем, что они знамениты» («a celebrity is someone who is famous for being famous»).
Британский журналист Малькольм Маггеридж был первым, кто использовал эту фразу во вступлении к своей книге «Muggeridge Through The Microphone» (1967), где он писал:

Раньше если кто-то был известен или печально известен, то это имело причину — будь он писателем, актёром или преступником — которая заключалась либо в его таланте, либо в его выдающихся качествах, либо в чём-то отвратительном. Сегодня человек знаменит, потому что он знаменит. Люди, подходящие к нему на улице или в общественном месте, дабы показать, что они его узнали, как правило говорят: «Я видел вас по телевизору!»
Оригинальный текст (англ.)In the past if someone was famous or notorious, it was for something — as a writer or an actor or a criminal; for some talent or distinction or abomination. Today one is famous for being famous. People who come up to one in the street or in public places to claim recognition nearly always say: "I've seen you on the telly!"

## Причины появления феномена
В современной жизни широко используется термин «селебрити» (от лат. celebre — популярный, знаменитый). Существуют две полярные версии, объясняющие появление селебрити. Согласно первой, знаменитость — универсальное явление, существовавшее в любом обществе и в любую эпоху. Другая версия утверждает, что феномен селебрити появился довольно поздно и связан с ростом массовой культуры, появлением «общества спектакля» и господством аудио-, видео-СМИ. В упрощенной формулировке эти теории можно описать так: широко известные люди были во все времена, но в прошлом их известность была обусловлена их подвигами или талантами, в то время как сегодняшние знаменитости известны исключительно потому, что их жизнь освещают СМИ. Согласно апологетам этой теории, знаменитость — медийный феномен и пример тавтологии, формулу которого и вывел Бурстин, определив звёзд как людей, у которых есть лишь одно достижение: они попали «в телевизор».
Профессор социологии и культуры Университета Ноттингем Трент в Великобритании Крис Роджек выделяет три типа известности:
- предписанная
- достигнутая
- приписанная

Предписанная известность достается по наследству (Пэрис Хилтон или принц Уильям); вторую человек получает благодаря таланту или победе в условиях конкуренции (Майкл Джордан, Пеле или Роналдо); последний тип известности — это известность, полученная в результате псевдособытия, то есть события, полностью созданного медиа, часто не имеющего ничего общего с реальностью.
Отдельной категорией, по Роджеку, стоят так называемые celetoids и celeactors. 
Celetoids — «сжатая, концентрированная форма знаменитости». Согласно Роджеку, «главная цель существования celetoids — получить свой момент славы, а затем быстро исчезнуть из фокуса общественного внимания». Роджек употребляет термин celetoid в отношении той группы знаменитостей с приписанной известностью, которая завоевала её благодаря таким медийным форматам, как, например, реалити-шоу. Создание псевдособытий (термин также принадлежит Даниэлу Бурстину), организация пиар-акций перестроили привычный порядок вещей. Для незапланированных событий нужен был герой, а для организованных — знаменитость. «Герой, — пишет Бурстин, — был известен своими делами, знаменитость — своим имиджем или фирменным знаком. Герой создавал себя сам, знаменитость создается средствами массовой коммуникации». Фигура селебрити служит для создания более приземленного образа, необходимого для практических нужд: выборы, продаже компаний, табачной и прочей продукции и т. д. А если имидж «замылился» и не работает, его можно заменить другим. «Теперь, — подчеркивает Бурстин, — язык имиджей господствует везде. Он повсеместно заменил язык идеалов».
Джозеф Бурго, автор книги «Осторожно, нарцисс! Как вести себя с этими самовлюбленными типами», ссылаясь на формулировку Дэниела Бурстина, также утверждает, что «звёзды кино или музыканты обычно становятся знамениты вовсе не потому, что они воплощают высокие общечеловеческие ценности. Часто они „знамениты, потому что знамениты“».

## Яркие представители

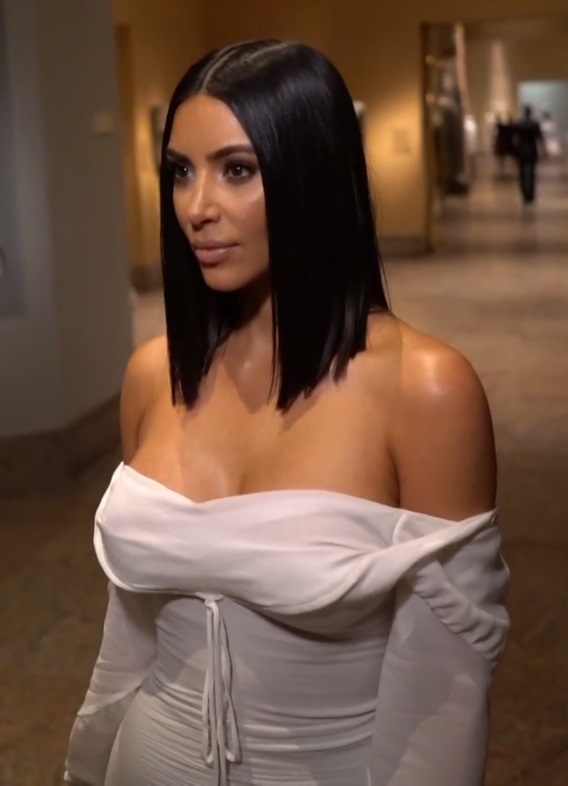
Ким Кардашьян часто относят к категории тех медийных персон, причины популярности которых не являются очевидными для общественности

Ранее американский журналист, историк и кинокритик Нил Гэблер выделил из понятия знаменитости тех, кто получил признание, не сделав ничего значительного, — феномен, который он назвал «фактор Жа Жа Габор» в честь светской дивы Жа Жа Габор. Авторы её некрологов говорили о ней как о яркой блондинке родом из Венгрии, экспрессивной, темпераментной, остроумной, но в то же время нелепой и тщеславной — образец звезды, «знаменитой своей славой». Её коллекция драгоценностей, восемь мужей и экстравагантное поведение принесли ей больше славы, чем краткая карьера актрисы и участницы телешоу.
Далее Нил Гэблер определяет селебрити как «человека-развлечение» (human entertainment), то есть личность, чья жизнь сама по себе является занимательным зрелищем.
Члены королевских семей также могут послужить примером «знаменитых тем, что знамениты». Безусловно, их «род занятий» более определён, и важным остается для общественности вопрос передачи власти по наследству, но публика не обделяет вниманием даже тех, кто, с большой долей вероятности, не получит права на престол, как, например, Меган Маркл или сестра Кейт Пиппа Миддлтон. 
В эту категорию попадают и дети известных людей, например, Татьяна Ельцина, Артём Чайка.
Примером celetoid (тех знаменитостей с приписанной известностью, которые завоевали её благодаря таким медийным форматам, как, например, реалити-шоу, согласно Роджеку) в России являются участники проекта «Дом-2». Всемирно известными celetoid являются Ким Кардашьян или Кендалл Дженнер, вышедшие из реалити-шоу под названием «Семейство Кардашьян». В социальных сетях они обладают рекордным числом подписчиков, таблоиды тиражируют их фотографии, информация о них составляет значительную часть контента новостных агрегаторов вроде Buzzfeed и Reddit. При этом никто наверняка не назовёт, чем конкретно прославилась Ким Кардашьян, что делает её классической иллюстрацией формулы Дэниела Бурстина «знаменита, потому что знаменита».
Феномен характерен для действующих сотрудников спецслужб, большинство из которых не только не стремятся к известности, но и всячески её избегают — например, сказать, чем конкретно прославился оперативник Олег Феоктистов, затруднительно.

## Критика
В 2011 году Барбара Уолтерс пригласила на свою ежегодную программу о самых выдающихся людях года «Barbara Walters’ 10 Most Fascinating People» (См. Kardashians on Barbara Walters '10 most fascinating people' на YouTube) Крис Дженнер и сестёр Кардашьян: Хлои, Кортни и Ким. Ведущая обратилась к гостям: «Вы не играете в кино. Вы не поёте. Вы не танцуете. У вас, простите, нет никаких талантов». «Но мы развлекаем людей», — последовал ответ от Хлои. Сестру поддержала Ким: «Думаю, это серьёзный вызов — принять участие в реалити-шоу и заставить людей полюбить вас за то, кто вы есть. Так что, я думаю, на тех, кто знаменит тем, что он за человек, оказывается гораздо большее давление».
Илья Осколков-Ценципер отмечает, что механизмы создания славы значительно удешевились. «Девочка, которая раньше была популярна у себя в школе, теперь легко может стать инстаграм-селебрити с двумя миллионами подписчиков. Раньше нужно было, чтобы за тобой стояли деньги или какой-то бренд, а сегодня необходимо некоторое дарование, не более. Идолов больше нет, нет гениев и звезд, не может быть музыкантов, которые имели бы ауру полубогов, как в 1970-е вызывали мандраж группы Led Zeppelin или Queen. Расстояние от вас до Ким Кардашьян равно нулю: анекдотическая фигура, не певица, не кинозвезда».
Многие критики, в том числе и Анна Пивоварчук, отмечают в связи с популярностью реалити-шоу, что теперь публика более заинтересована личными аспектами жизни знаменитостей, нежели их профессиональными заслугами. Конвейер, производящий подобного рода знаменитостей без талантов, способствует потере непреходящих ценностей в культурной парадигме. Общественности необходимо определить, какое значение придаётся ею «новой волне» знаменитостей, в той или иной степени становящимися частью жизни для многих людей.
Эту же идею развивает и Борис Гройс, который предлагает рассматривать славу исходя из всеобщей эстетизации повседневности, где «простой жизни больше не существует, она выставляется как артефакт и уже невозможно отличить презентацию быта от него самого». Выставление напоказ повседневности становится объединяющим фактором для знаменитости и её аудитории.

## В массовой культуре
Как яркий пример, упоминается в х/ф «О чём говорят мужчины. Продолжение» (2018), Виктория Боня («— Ты не знаешь Викторию Боню? — Да нет, конечно, знаю. Просто кто она? — Здрасти… она очень известная… очень известная! — Вот чем? — Она очень известна своей известностью»). В Камеди-клаб подобную роль играет Ольга Бузова.
Музыка:
- Гвен Стефани 'Rich Girl' (2005)
- Ферги 'Glamorous' (2007)
- Леди Гага The Fame (2008)